# Борнмутский симфонический оркестр
Борнмутский симфонический оркестр (англ. Bournemouth Symphony Orchestra, сокр. BSO) — английский оркестр с наделёнными полномочиями выступлений на юге и юго-западе Англии.
Первоначально базировавшийся в Борнмуте, в 1979 году перевёл свой офис в соседний город Пул.

## История и деятельность
Борнмутский симфонический оркестр был основан в 1893 году дирижёром Дэном Годфри как Bournemouth Municipal Orchestra и состоял из группы музыкантов: 30 духовых и 1 ударника. Музыканты могли гибко сформировать военный оркестр для концертов под открытым небом (игра на пирсе Борнмута) или формальный классический ансамбль для программ в помещении. Оркестр дал свой первый концерт в Духов день 1893 года в городском Зимнем саду.
Музыкальный коллектив быстро расширялся и превратился в полноценный оркестр, завоевав репутацию исполнителя британской музыки. Его первыми дирижёрами были Эдвард Элгар и Густав Холст. Оркестр представил в Великобритании премьеры крупных произведений Рихарда Штрауса, Камиля Сен-Санса и Петра Чайковского. 14 декабря 1903 года оркестр дал свой 500-й симфонический концерт под управлением Дэна Годфри. Муниципальный хор Борнмута (Bournemouth Municipal Choir), основанный тем же Годфри в 1911 году, регулярно работал с оркестром. В 1934 году Годфри ушёл с поста главного дирижёра, проведя более 2000 симфонических концертов.
Первая запись Борнмутского оркестра была сделана в 1914 году, к чему был причастен Дэн Годфри. Он наладил связи с большинством выдающихся британских композиторов того времени, включая Эдварда Элгара, Гамильтона Харти, Александра Маккензи, Хьюберта Пэрри, Чарльза Стэнфорда, Этель Смит, Густава Холста и австралийца Перси Грейнджер.
В период с 1929 по 1934 год Стэнли Уилсон работал приглашённым дирижёром. После ухода Дэна Годфри на пенсию задача поддержки оркестра выпала на долю дирижёра Ричарда Остина. Оркестр посетил ряд знаменитых композиторов, в том числе Игорь Стравинский, Уильям Уолтон, Эрнест  Моран, Сергей Рахманинов, Роджер Квилтер, Бальфур Гардинер и Перси Грейнджер. В начале Второй мировой войны оркестр сократился с 61 до 35 музыкантов, а в 1940 году — до 24 человек. Остин ушёл в отставку в этом же году, во время войны оркестром руководил Монтегю Бирч.
После окончания войны, в 1947 году музыкальным руководителем реформированного оркестра из 60 человек был назначен Рудольф Шварц, который дирижировал оркестром на его первом концерте в Лондоне ещё в 1911 году, а также в Королевском Альберт-холле в 1948 году и Королевском фестивальном зале во время Фестиваля Британии в 1951 году.
Чарльз Гроувс занял пост музыкального директора в 1951 году. При нём растущий годовой дефицит и прекращение контрактов с некоторыми музыкантами вызвали кризис, который удалось предотвратить только благодаря поддержке общества Winter Gardens Society. В 1952 году был отклонён план по объединению Борнмутского симфонического оркестра с Симфоническим оркестром Бирмингема. Дальнейшее существование оркестра было обеспечено только созданием Western Orchestral Society. В 1954 году оркестр изменил своё название на Bournemouth Symphony Orchestra. С 1954 года оркестр давал большое количество концертов на юго-западе Англии и сопровождал балет советского Большого театра во время его первого британского турне в 1956 году. В 1957 году Гровс с оркестром сделал коммерческие записи, для Classics Club: «Симфония № 4» Бетховена, «Academic Festival Overture» Брамса и «L'Arlésienne» Бизе.
В 1962 году Константин Сильвестри стал главным дирижёром и повысил уровень и авторитет оркестра, выступив на Эдинбургском фестивале в 1963 году, первом европейском туре в 1965 году, сделав новые записи и регулярно выступая на радио. Его пребывание в должности было прервано смертью от рака в 1969 году.
Короткое время с 1969 по 1972 Борнмутским симфоническим оркестром руководил Джордж Хёрст, который был де-факто главным дирижёром без официального назначения на эту должность.
Его сменил Пааво Берглунд, который находился в этой должности с 1972 по 1979 год. Берглунд с успехом руководил оркестром, значительно повысив уровень исполнения, что можно услышать из многих записей, многие из которых сделаны на студии EMI. В этот период репертуар северных стран стал преимущественным продуктом оркестра.
Израильский дирижёр Уриэль Сегал работал руководителем оркестра с 1980 по 1982 год, отметившись на этой должности записями сюит из опер Бенджамина Бриттена «Глориана» и «Принц пагод».
Рудольф Баршай являлся главным дирижёром с 1982 по 1988 год. Американский дирижёр Эндрю Литтон сменил его и работал с 1988 по 1994 год. В числе приглашенных дирижёров были Кис Бейклс (1990—2000) и Ричард Хикокс (1992—1995). С 1995 по 2000 год главным дирижёром Борнмутского симфонического оркестра работал
Яков Крейцберг, который гастролировал с оркестром по США, включая дебют в Карнеги-холле в Нью-Йорке в апреле 1997 года.
Первым дирижёром-женщиной стала Марин Олсоп, работавшая с оркестром с сентября 2002 по 2008 год — она была первой женщиной, главным дирижёром британского оркестра.
В ноябре 2007 года было объявлено о назначении Кирилла Карабица 13-м главным дирижёром оркестра. В должность он вступил с сезона 2009—2010 годов. Он продолжает работать главным дирижёром Борнмутского симфонического оркестра в настоящее время, став самым продолжительным по длительности работы дирижёром со времен первого дирижёра — Дэна Годфри. Президентом Совета Симфонического оркестра Борнмута является Дэвид Меллор.
Борнмутский симфонический оркестр в настоящее время даёт около 150 концертов в год.